# Улица Маяковского (Салават)
Улица Маяковского (башк. Маяковский урамы) — улица в восточной части города Салавата, расположенная в микрорайоне Мусино.

## История
Застройка улицы началась в 19 веке. Застроена частными 1—2-этажными домами. 

## Трасса
Начинается от Революционной улицы и заканчивается на улице Тагирова.

## Транспорт
По улице Маяковского общественный транспорт не ходит.